# Biskupice-Pulkov
Biskupice-Pulkov là một làng thuộc huyện Třebíč, vùng Vysočina, Cộng hòa Séc.